# Белонос белолобый
Белонос белолобый, или стрекоза белолобая (лат. Leucorrhinia albifrons) — вид разнокрылых стрекоз из семейства настоящих стрекоз (Libellulidae). Ареал вида простирается от Европы до Западной Сибири.
Нижняя губа посередине чёрная, по бокам белая. Самцы: верхние анальные придатки, за исключением основы, белые, нижний придаток чёрный. Самки: анальные придатки белые. Длина тела 37—41 мм, крыла — 28—31 мм.
Типовым местонахождением личинок вида являются олиготрофные водоёмы преимущественно в сосновых борах. Взрослые особи встречаются у водоёмов, иногда на лесных полянах, вырубках и т. п. Яйца самки откладывают в боровые озёра с чистой водой. Личинки держатся неглубоко, в зарослях трав.
Угрозами для вида являются мелиорация и осушение болот, загрязнение водоёмов, антропогенная эвтрофикация.
Вид включён во II Приложение Бернской конвенции.